# Synagoge (Rüsselsheim am Main)

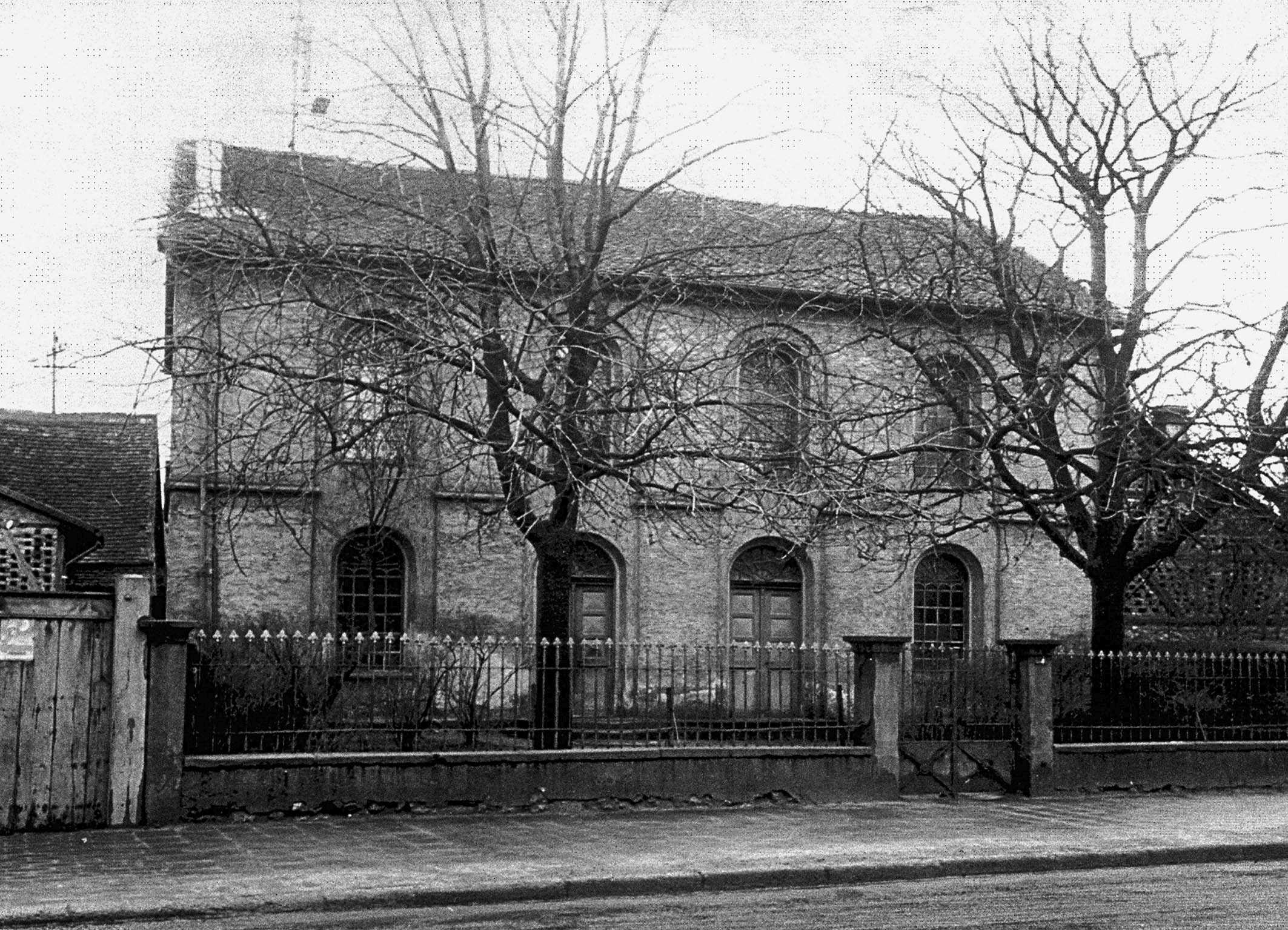
Die Synagoge in Rüsselsheim in den 1920er Jahren

Die Synagoge in Rüsselsheim am Main, einer Stadt im Kreis Groß-Gerau in Hessen, wurde 1844/45 errichtet. Die profanierte Synagoge steht an der Mainzer Straße 19.

## Geschichte
Um 1895 wurde das Gebäude renoviert. 1913 brach ein Brand aus, der jedoch keinen allzu großen Schaden anrichtete. 1928/29 wurde mit Hilfe der Familie Opel die Synagoge erneut renoviert.
Die Synagoge ist ein zweigeschossiger Massivbau aus Bruchstein mit einem Satteldach. Im Erdgeschoss befand sich auf der linken Seite ein Schulraum, in der wochentags und im Winter Gottesdienste abgehalten wurden, da dieser Raum beheizt werden konnte.
Eine Mikwe (rituelles Bad) war vermutlich in einem selbstständigen Bau im Garten untergebracht.

### Zeit des Nationalsozialismus
Beim Novemberpogrom 1938 wurden durch SA-Männer die Türen der Synagoge aufgebrochen und die Inneneinrichtung zerstört. Das Gebäude selbst blieb erhalten, da eine nichtjüdische Familie in der Wohnung über dem ehemaligen Schulraum wohnte. Am 21. November 1938 ging das Synagogengebäude durch Kaufvertrag in Privatbesitz über.

### Nach 1945
Nach 1945 wurde das Gebäude nach Klärung des Restitutionsverfahrens an einen Viehhändler, später an einen Rechtsanwalt verkauft. Dieser richtete im Synagogengebäude eine Wohnung und Büros ein, wobei die Fassade durch Umbauten stark verändert wurde.
Im November 2005 ging das Gebäude im Auftrag des Magistrats der Stadt in den Besitz der Gemeinnützigen Wohnungsbaugesellschaft über. Seit 2007 fanden Gedenkveranstaltungen, Feiern jüdischer Feiertage u. a. m. im Gebäude statt.
2016 wurden von der Stiftung Alte Synagoge in Abstimmung mit dem Landesdenkmalamt umfassende Renovierungsarbeiten am Synagogengebäude vorgenommen. In den Bereichen, in denen vor dem Umbau zum Wohnhaus Rundbogenfenster waren, wurden deren Reliefs in den Putz eingearbeitet.
Im Mai 2017 wurde eine Tafel mit Informationen zur Geschichte des Synagogengebäudes angebracht. Geplant ist die Ausgrabung der Mikwe hinter der Synagoge.